# 354th Fighter Wing

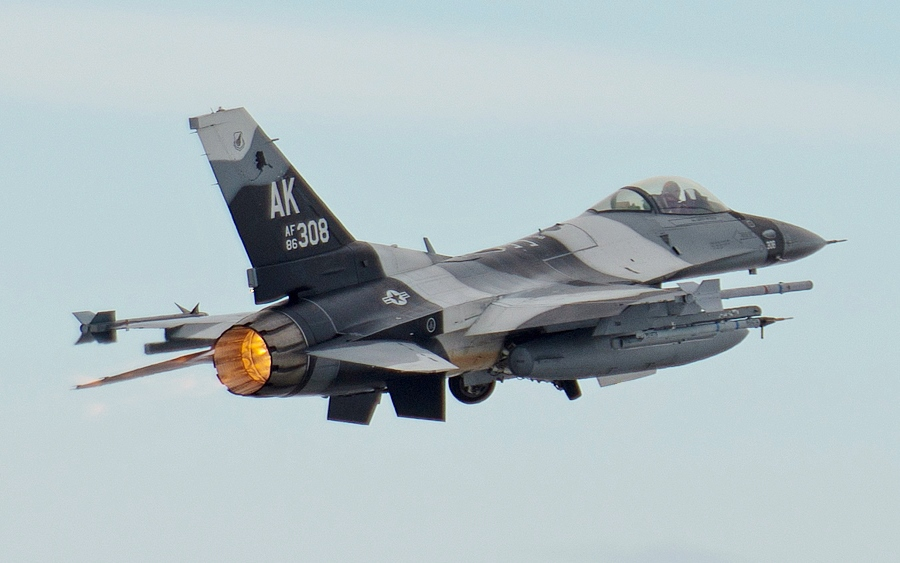
F-16C del 18th AS

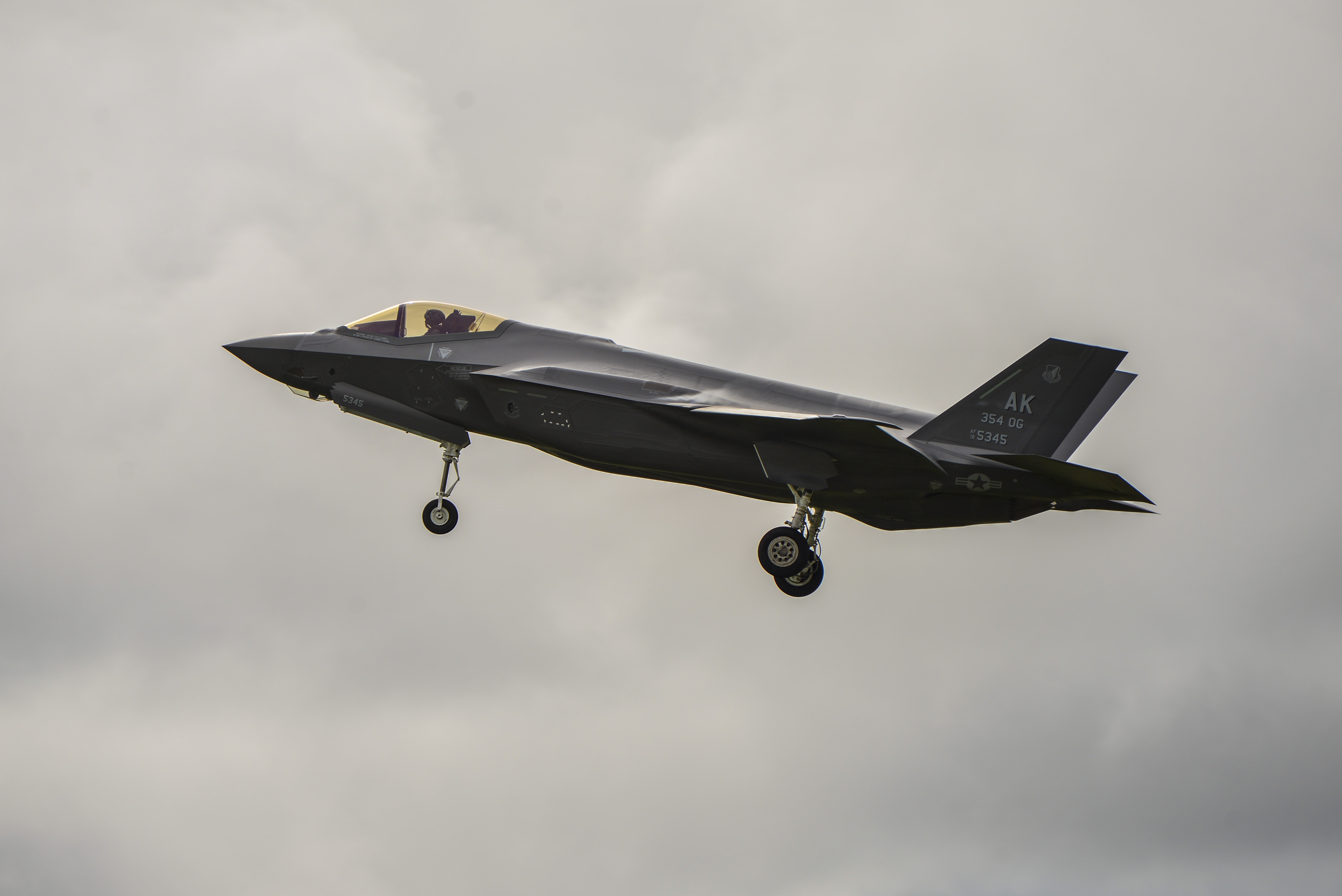
F-35A del 356th FS

Il 354th Fighter Wing è uno stormo caccia della U.S.Pacific Air Forces, inquadrato nella Eleventh Air Force. Il suo quartier generale è situato presso la Eielson Air Force Base, in Alaska.

## Missione
La principale funzione dello stormo è quella di Aggressors, unità d'addestramento che ricoprono il ruolo di forze opponenti (OPFOR) durante le esercitazioni militari. Il 1st ASOG fornisce elementi di Controllo Aereo Tattico (TAC-P) a due divisioni di fanteria dello U.S.Army. Nel dicembre 2019 è stata riattivata un'unità che sarà equipaggiata con F-35A Lightning II.

## Organizzazione
Attualmente, al maggio 2017, esso controlla:
- 354th Operations Group, codice AK
  - 354th Operations Support Squadron
  - 353rd Combat Training Squadron
  - 354th Range Squadron

| Unità                   | Insegna | Aereo impiegato    | Base                           | Numero | Profilo |
| ----------------------- | ------- | ------------------ | ------------------------------ | ------ | ------- |
| 18th Aggressor Squadron |         | F-16 C/D Viper     | Eielson Air Force Base, Alaska |        |         |
| 355th Fighter Squadron  |         | F-35A Lightning II | Eielson Air Force Base, Alaska |        |         |
| 356th Fighter Squadron  |         | F-35A Lightning II | Eielson Air Force Base, Alaska |        |         |

- 354th Maintenance Group
  - 354th Aircraft Maintenance Squadron
  - 354th Maintenance Squadron
- 354th Mission Support Group
  - 354th Civil Engineer Squadron
  - 354th Communications Squadron
  - 354th Contracting Squadron
  - 354th Force Support Squadron
  - 354th Logistics Readiness Squadron
  - 354th Security Forces Squadron
- 354th Medical Group
  - 354th Medical Operations Squadron
  - 354th Medical Support Squadron
- 1st Air Support Operations Group - Distaccato presso la Joint Base Lewis-McChord, Washington
  -  1st Weather Squadron
  -  3rd Air Support Operations Squadron, Joint Base Elmendorf-Richardson, Alaska, sostiene le operazioni di Controllo Aereo Tattico della 1st SBCT e 4th IBCT, 25th Infantry Division
  -  5th Air Support Operations Squadron, Joint Base Lewis-McChord, Washington, sostiene le operazioni di Controllo Aereo Tattico della 1st SBCT e 2nd SBCT, 2nd Infantry Division
  -  25th Air Support Operations Squadron, Wheeler Army Airfield, Hawaii, sostiene le operazioni di Controllo Aereo Tattico della 2nd IBCT e 3rd IBCT, 25th Infantry Division